# Valentino (conde)
Valentino (em latim: Valentinus) foi um oficial bizantino do século VI, ativo durante o reinado do imperador Justiniano (r. 527–565). Envolveu-se na Guerra Gótica de 535–554 como um dos subordinados de Belisário e foi muito ativo na Itália. Em 537, defendeu Roma quando foi cercada pelos godos. Em 545, foi traído por um desertor e foi emboscado pelo rei Tótila (r. 541–552), que o matou.

## Vida
Em 535, foi um dos três comandantes (Inocêncio e Magno) das unidades de cavalaria regular enviados para o Ocidente sob Belisário para retomar a Itália. Sua posição e ofício são incertos, mas seu colega Magno era conde, o que provavelmente significa que também fosse. Em 537, estava em Roma durante o cerco gótico. Quando Belisário decidiu ir contra os godos na liderança de seu principal exército, Valentino foi colocado no comando de um pequeno destacamento de soldados mouros e foi enviado ao Campo de Nero, onde um dos campos góticos estava situado, com ordens para evitar combate, mas distrai-los e impedir que reforçassem o exército principal enquanto Belisário atacava. Com ajuda de um bando de cidadãos armados voluntários, manteve os godos ocupados. Por volta do meio dia, atacou subitamente os godos, que fugiram, mas falhou em aproveitar sua vantagem, dando tempo para eles se reorganizarem. Os godos retornaram e atacaram-nos, que foram obrigados a fugir enquanto saqueavam o acampamento gótico.
Em 544, estava com Belisário em Salona e foi enviado para Hidrunto, que estava sob cerco gótico, com suprimentos para um ano e novas tropas para a guarnição. Também recebeu ordens de deixar as tropas e retornar com a guarnição local que estava doente e faminta. Devido aos bons ventos, chegou rápido à cidade, ocupou o porto que estava desprotegido e facilmente entrou na cidadela. Ao avistarem sua frota, os godos se retiraram, porém alguns de seus homens atacaram-nos, lhe custando 170 soldados. Valentino substituiu a guarnição como ordenado, deixou os suprimentos e retornou para Salona.
Provavelmente no final de 545, ele e Focas foram enviados por Belisário com exército para auxiliar Inocêncio no Porto. Suas ordens eram ajudar a guardar Porto e molestar de onde possivelmente os godos estavam sitiando Roma. Selecionaram uma força de 500 homens e fizeram um ataque surpresa ao acampamento gótico, mas antes informaram Bessas de seus planos secreto de modo a coordenaram um ataque. Quando notaram que nenhum reforço chegou de Roma, rapidamente voltaram para Porto. Reprovaram Bessas por sua vagareza e propuseram novo ataque. Desta vez, contudo, foram traídos por um desertor e o rei Tótila (r. 541–552) emboscou-os e matou Valentino, Focas e muitos de seus homens.